# Putim (stacja kolejowa)
Putim – stacja kolejowa w miejscowości Putim, w kraju południowoczeskim, w Czechach. Znajduje się na wysokości 380 m n.p.m..  

## Linie kolejowe
- 200: Zdice - Protivín
- 201: Tábor - Ražice